# Mirela Manjaniová
Mirela Manjaniová (řecky Μιρέλα Μανιάνι, * 21. prosince 1976) je bývalá řecká oštěpařka, dvojnásobná mistryně světa.

## Sportovní kariéra
Do roku 1997 reprezentovala Albánii. Je dvojnásobnou olympijskou medailistkou v hodu oštěpem – v Sydney v roce 2000 získala stříbrnou medaili v osobním rekordu 67,51 metru, v Athénách v roce 2004 skončila třetí. Dvakrát se stala mistryní světa v hodu oštěpem – v roce 1999 v Seville a v roce 2005 v Paříži. Třetí medaili, stříbrnou, vybojovala v Edmontonu v roce 2001. V roce 2002 se v Mnichově stala mistryní Evropy v hodu oštěpem.